# Lapeyrouse (Puy-de-Dôme)
Lapeyrouse település Franciaországban, Puy-de-Dôme megyében. Lakosainak száma 515 fő (2022. január 1.). Lapeyrouse Beaune-d’Allier, La Celle, Échassières, Hyds, Louroux-de-Bouble, Vernusse, Buxières-sous-Montaigut és Durmignat községekkel határos.

## Népesség
A település népességének változása:
| Lakosok száma | 560  | 563  | 580  | 551  | 537  | 523  | 520  | 517  | 515  |
|               | 2013 | 2015 | 2016 | 2017 | 2018 | 2019 | 2020 | 2021 | 2022 |